# 425
425（四百二十五、よんひゃくにじゅうご）は自然数、また整数において、424の次で426の前の数である。

## 性質
- 425は合成数であり、約数は 1, 5, 17, 25, 85, 425 である。
  - 約数の和は558。
- 17番目の五角数である。1つ前は376、次は477。
  - 425 = 17 + 18 + 19 + 20 + … + 31 + 32 + 33 (17からの17連続整数の和)
- 各位の和が11になる39番目の数である。1つ前は416、次は434。
- 425 = 52 + 202 = 82 + 192 = 132 + 162
  - 異なる2つの平方数の和で表せる129番目の数である。1つ前は424、次は433。(オンライン整数列大辞典の数列 A004431)
  - 2つの平方数の和3通りで表せる2番目の数である。1つ前は325、次は650。(オンライン整数列大辞典の数列 A025286)
- 425 = 12 + 102 + 182 = 22 + 142 + 152 = 32 + 42 + 202 = 52 + 122 + 162 = 62 + 102 + 172 = 102 + 102 + 152
  - 3つの平方数の和6通りで表せる9番目の数である。1つ前は342、次は426。(オンライン整数列大辞典の数列 A025326)
  - 425 = 12 + 102 + 182 = 22 + 142 + 152 = 32 + 42 + 202 = 52 + 122 + 162 = 62 + 102 + 172
    - 異なる3つの平方数の和5通りで表せる12番目の数である。1つ前は414、次は437。(オンライン整数列大辞典の数列 A025343)
- 425 = 52 × 17
  - 2つの異なる素因数の積で p2 × q の形で表せる52番目の数である。1つ前は423、次は428。(オンライン整数列大辞典の数列 A054753)
- 425 = 13 − 23 + 33 − 43 + 53 − 63 + 73 − 83 + 93
  - n = 9 のときの |13 − 23 + … + (−1)n+1n3| の値とみたとき1つ前は304、次は575。(ただし| |は絶対値記号)(オンライン整数列大辞典の数列 A011934)
    - 正の数の値とみたとき1つ前は208、次は756。
- 425 = 212 − 16
  - n = 21 のときの n2 − 16 の値とみたとき1つ前は384、次は468。(オンライン整数列大辞典の数列 A028566)

## その他 425 に関連すること
- 西暦425年